# Yutaka Azuma
Yutaka Azuma (東 泰, Azuma Yutaka, Tokushima, 21 september 1967) is een Japans voormalig voetballer die als middenvelder speelde en voetbaltrainer.

## Carrière
In 1983 ging Azuma naar de Tokushima Commercial High School, waar hij in het schoolteam voetbalde. Nadat hij in 1986 afstudeerde, ging Azuma spelen voor Toyota Motors. Azuma beëindigde zijn spelersloopbaan in 1992.
In 1995 startte Azuma zijn trainerscarrière bij Otsuka Pharmaceutical, de voorloper van Tokushima Vortis als assistent-trainer. In september 2006 nam hij het roer over van de opgestapte Shinji Tanaka als trainer.